# 索兰
索兰（Solan），是印度喜马偕尔邦Solan县的一个城镇。总人口34199（2001年）。

## 人口
该地2001年总人口34199人，其中男性18993人，女性15206人；0—6岁人口3491人，其中男1838人，女1653人；识字率82.46%，其中男性为84.23%，女性为80.25%。